# Glif (architektura)

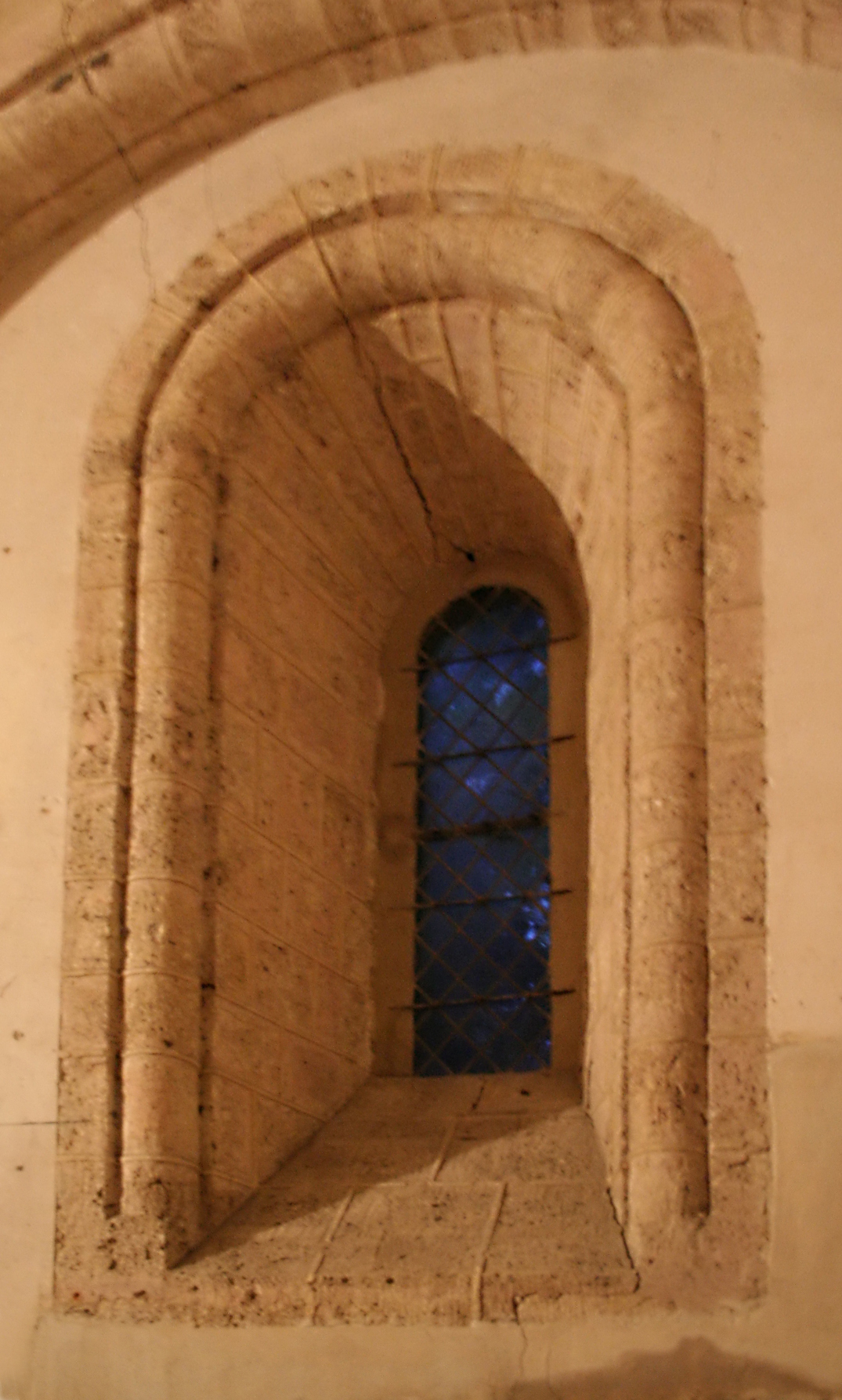
Glif okienny

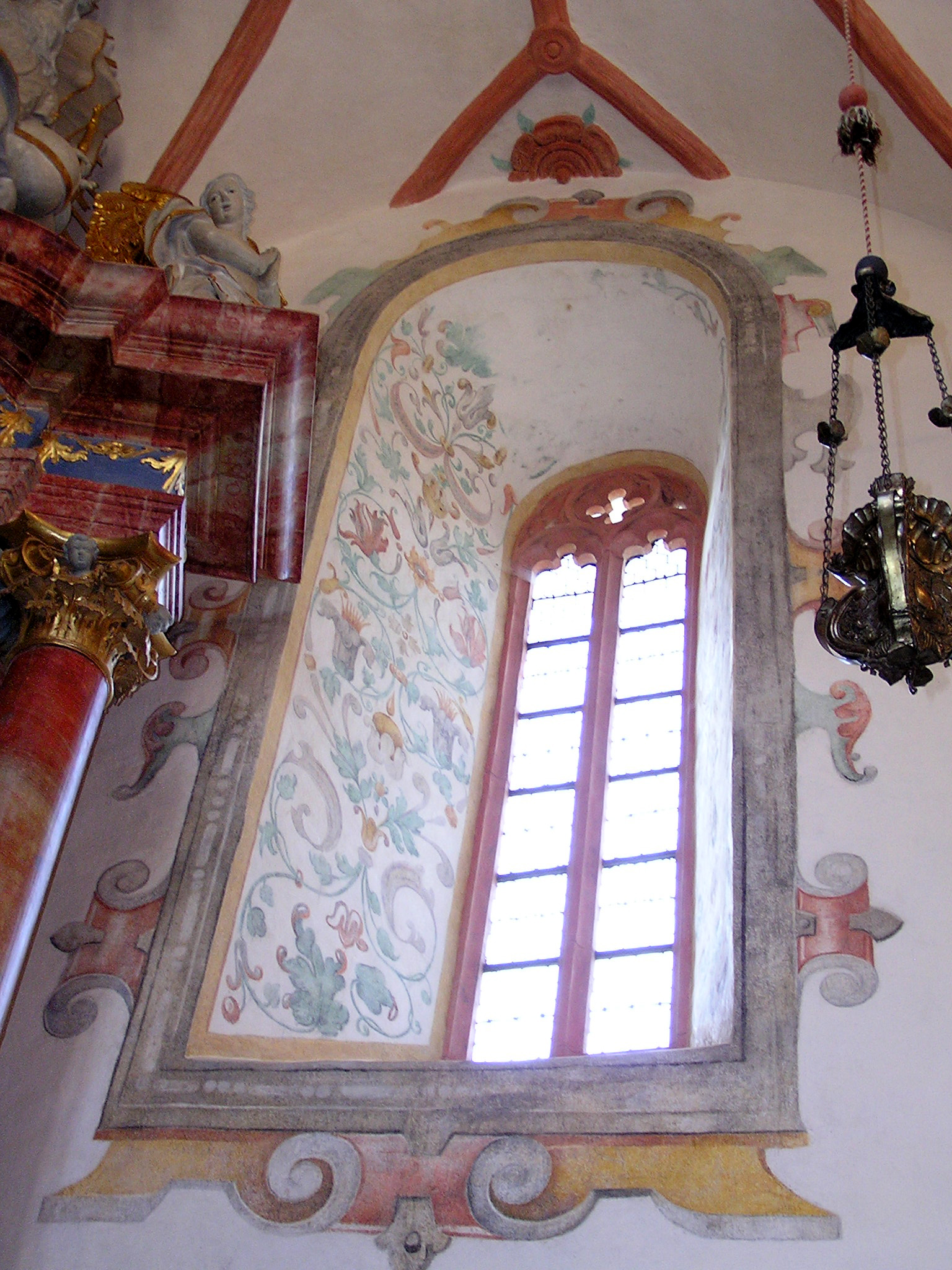
Glif ozdobiony dekoracją malarską

Glif (glifowanie, rozglifienie) – ukośne uformowanie ościeża okna lub drzwi, stosowane w murach o znacznej grubości zarówno od strony wewnętrznej budynku, jak i zewnętrznej.
Glifowanie pozwala na lepsze oświetlenie wnętrza lub poszerzenie przejścia. Stosowane również w oknach strzelniczych w budowlach obronnych w celu zwiększenia pola ostrzału. Rozglifienie jest charakterystyczne dla architektury średniowiecznej, w okresie nowożytnym często pokrywane było dekoracjami malarskimi.

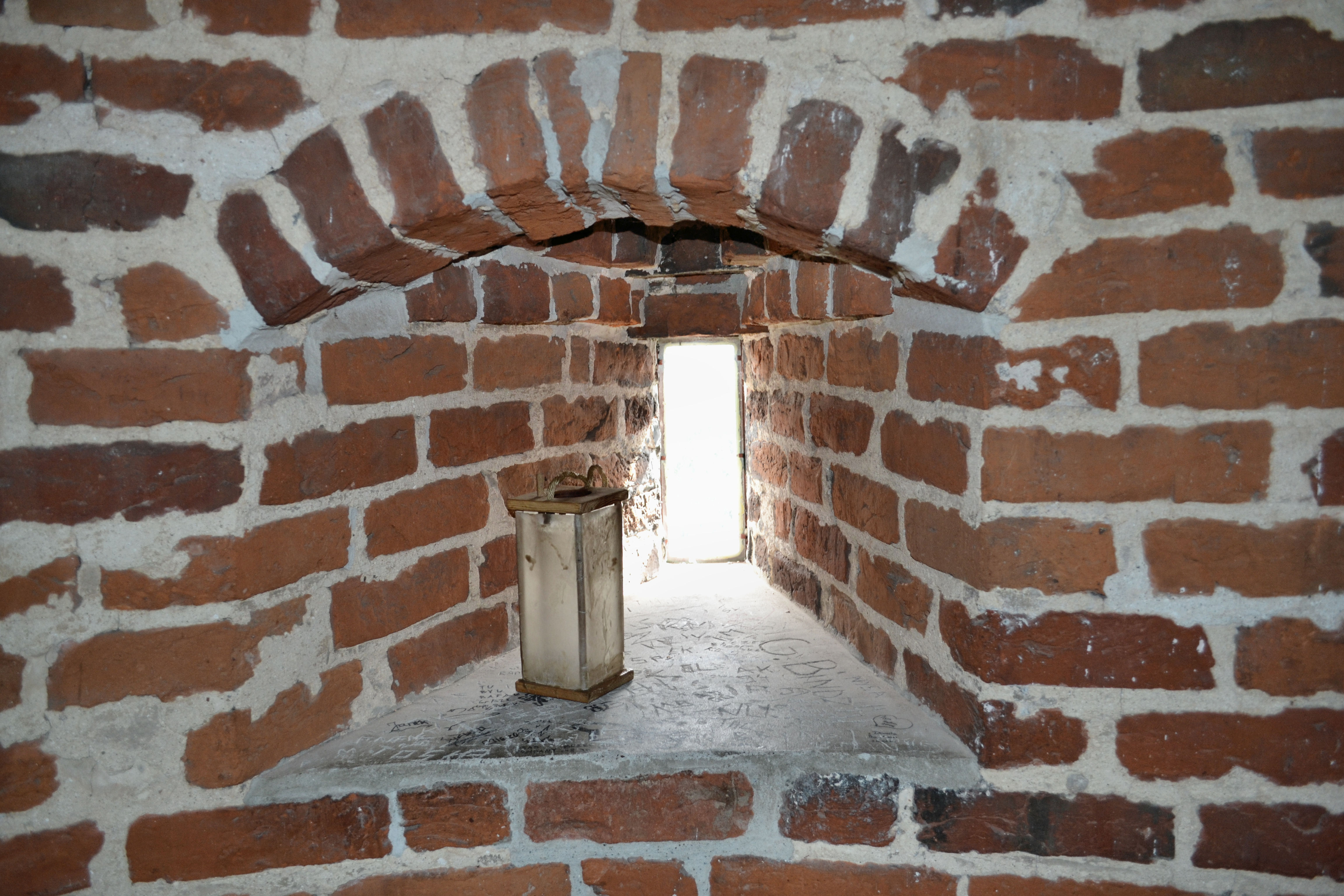
Okno strzelnicze z glifami